# لانگهوا
لانگهوا (به لاتین: Longhua New District) یکی از تقسیمات کشوری جمهوری خلق چین در شنژن است.

## خصوصیات
لانگهوا ۱۷۵ کیلومترمربع مساحت و ۱٬۳۷۹٬۰۰۰ نفر جمعیت دارد.